# درنای سیبری
دُرنای سیبری (نام علمی: Grus leucogeranus) پرنده‌ای به شدت در معرض خطر انقراض از خانواده کلنگان است. این پرنده ظاهر خاصی دارد که آن را از دیگر پرندگان متمایز می‌کند. درنای سیبری پرنده‌ای بزرگ با قدی نزدیک به یک‌ونیم متر و فاصلهٔ دو بال بیش از ۲ متر و بدنی یکدست سفید است که پاهای بلند سرخ‌رنگ دارد و منقار بلند سیاهی روی صورت قرمزرنگ آن نشسته‌است.

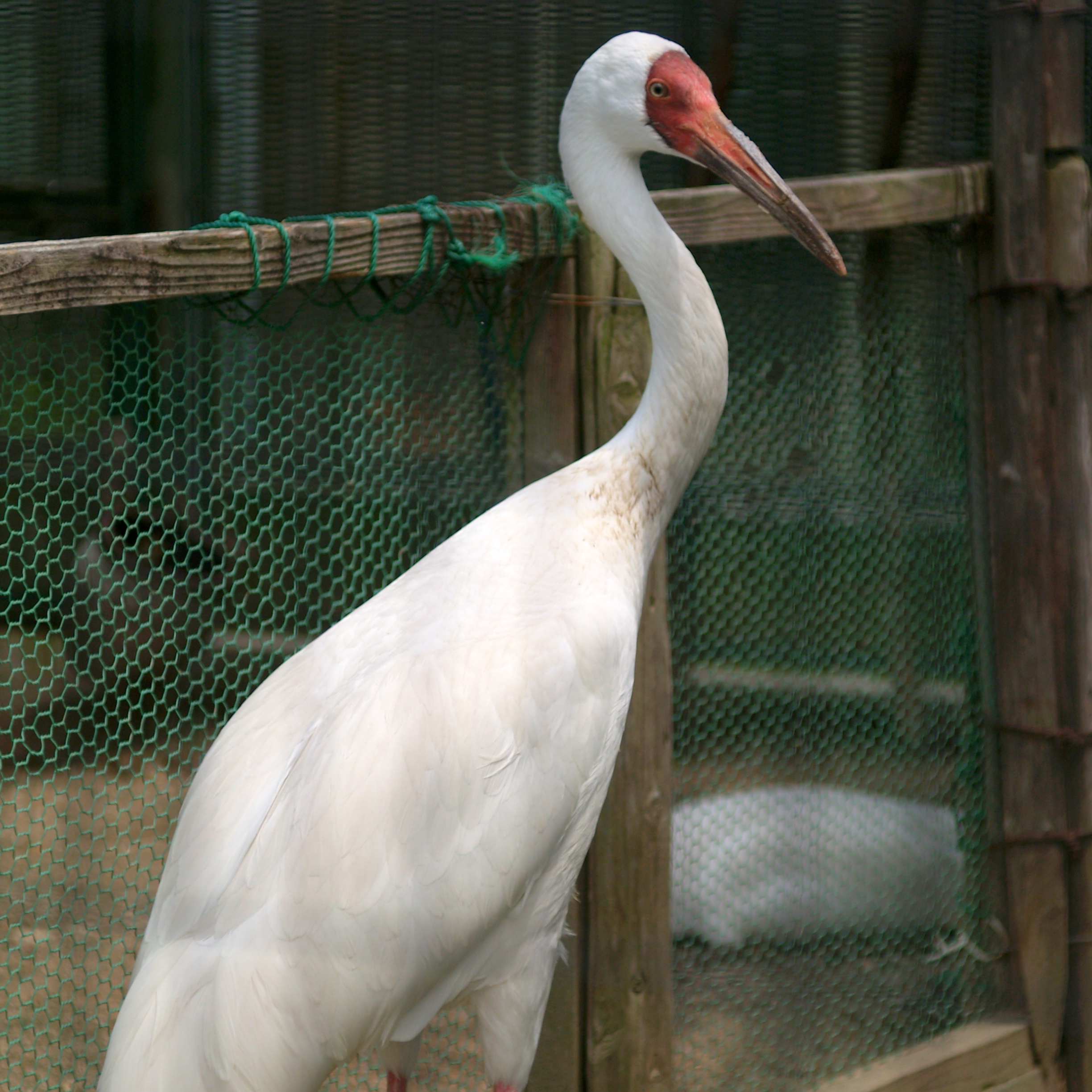
درنای سیبری در باغ وحش تنوجی ژاپن.

درنای سیبری به‌طور تاریخی به سه جمعیت اصلی شرقی، غربی و مرکزی تقسیم می‌شده که جمعیت مرکزی منقرض شده و جمعیت غربی قطعاً منقرض خواهد شد (چون فقط یک پرنده به نام امید باقی‌مانده و افزودن پرنده‌های جمعیت شرقی به آن نتیجه نداده‌است). جمعیت شرقی که در واقع تنها گروه موجود از درنای سیبری است تابستان را در شرق سیبری زادآوری کرده و برای زمستان‌گذرانی به شرق چین می‌آیند، از اعضای این گروه بیش از ۳ هزار درنا باقی‌مانده که زیستگاه زمستانی تقریباً تمام آن‌ها در دریاچه پویانگ و اطراف آن است.
جمعیت غربی و مرکزی تابستان‌ها را در سواحل رود اوب واقع در غرب سیبری و یاقوتستان گذرانده و سپس گروه مرکزی برای زمستان‌گذرانی به هند و گروه غربی به شمال ایران می‌آمدند. از گروه مرکزی در سال ۱۹۹۲ تنها یک جفت باقی‌مانده بود و آخرین آن‌ها آخرین بار در سال ۲۰۰۲ دیده شده و احتمالاً این گروه منقرض شده‌است. از جمعیت غربی آن نیز که تابستان به شمال ایران می‌آمدند از زمستان ۲۰۰۷ تاکنون تنها یک پرنده باقی مانده‌است که زمستان به تالاب فریدونکنار می‌آید. تا سال‌های مسیر پروازی آن‌ها نا مشخص بود. سرانجام ردیابی‌های ماهواره ایی نشان داد که آن‌ها از غرب دریای مازندران وارد ایران شده و در تالاب بین‌المللی فریدون کنار، ازباران و سرخرود زمستان گذرانی می‌کنند. مسیر مهاجرت این یک پرنده از فریدون‌کنار به سوی سواحل غربی دریای خزر ادامه پیدا کرده و پس از گذشتن از استان گیلان، جمهوری آذربایجان، داغستان، و منطقه آستراخان روسیه به سوی شمال قزاقستان رفته و سپس تا رودخانه اوب در نزدیکی اقیانوس منجمد شمالی ادامه می‌یابد.
احتمال انقراض درنای سیبری به شدت بالاست، چراکه جمعیت آن در چند نسل اخیر کاهش شدیدی داشته‌است. تقریباً تمام درناهای سیبری باقی‌مانده در حیات وحش زمستان را در دریاچه پویانگ چین گذرانده و تابستان نیز به شرق سیبری می‌روند و جمعیت آن‌ها در این دریاچه در سال ۲۰۰۸ حدود ۳۷۵۰ و در سال ۲۰۱۲ حدود ۳۴۰۰ بال برآورد شده‌است.
طول این پرنده ۱۳۵ سانتی‌متر و صدای آن آرام، آهنگین و رسا شبیه کروک کروک است. درنای سیبری در مناطق تالابی، شالیزارها، نیزارها و دریاچه‌ها به سر می‌برد.
پراکندگی درنای سیبری بیشتر در جنوب چین، هند و سیبری روسیه است.
درناهای گروه شمال روسیه زمستان‌ها به مناطق پارک ملی بوجاق کیاشهر در گیلان و فریدون‌کنار مازندران ایران کوچ می‌کردند ولی امروزه نسل آن‌ها در ایران تقریباً منقرض شده.
در ایران در سال ۱۳۸۵ یک میلیون دلار برای حفظ نسل درنای سیبری در تالاب فریدون‌کنار اختصاص یافت که متأسفانه با شکست مواجه شد.

## ویژگی‌های ظاهری
طول: ۱۴۰ سانتیمتر.
بدن پرنده بالغ تماماً سفید بجز ماسک قرمز تیره‌ای که از نوک منقار تا پشت چشم کشیده شده‌است. عنبیه چشم زرد رنگ و پاها به رنگ قرمز است. جنس نر و ماده مشابه هم هستند اما پرنده نر از ماده کمی بزرگتر است. در پرنده نابالغ ماسک با پر پوشیده شده و شاهپرها به رنگ نخودی است. تنها در این‌گونه از درناها منقار دندانه دار است که به پرنده امکان تغذیه از ریشه‌های زیر زمین و شکارهای لیز و لغزنده می‌دهد. بعضی عقیده دارند که این پرنده با ظاهر و رفتارها و حرکات موزون خود شبیه دلقک‌هاست.
صدا: فلوت مانند و آهنگین
گرایش جمعیتی: در حال کاهش
جمعیت تقریبی: ۳٬۲۰۰ قطعه
محدوده زادآوری و زیستگاهی: ۱۰۷٫۰۰۰ کیلومتر مربع

## زیستگاه
بیشتر از دیگر گونه‌های خانوادهٔ کلنگان به آب وابسته است. تغذیه، لانه‌سازی، زادآوری و زمستان‌گذرانی این پرنده در تالاب‌های ترجیحاً وسیع و کم عمق (حداکثر ۳۰ سانتیمتر) آب شیرین با میدان دید مناسب است. محدوده زادآوری جمعیت شرقی در بین زمین‌های تالابی با پوشش علف‌های بلند و توندرا بوده و جمعیت مرکزی در باتلاقهای خزه دار و زمین‌های باتلاقی است.
تغذیه، بیشتر از ریشه‌ها، جوانه‌ها، دانه‌های گیاهان آبزی است اما از حشرات، ماهی‌ها و جوندگان کوچک نیز تغذیه می‌کند. زمان مهاجرت شمالی در چین در ماه مارس صورت گرفته و در پاییز مهاجرت به سمت جنوب از اواخر ماه اکتبر تا نوامبر انجام می‌گیرد. درنای سیبری معمولاً در اواخر ماه مه تا اواسط ماه ژوئن دو تخم می‌گذارد اما غالباً یکی آز آن‌ها تبدیل به جوجه می‌شود.

## تهدیدکننده
از بین رفتن تالاب‌ها یا پایین آمدن سطح آب آن‌ها از طریق توسعه کشاورزی و افزایش بهره‌برداری انسانی از آن‌ها و افزایش استخراج نفت در زیستگاه‌هایی که این پرنده در آن زمستان‌گذرانی می‌کند.
احداث سه گلوگاه سد که منجر به تغییر الگوی هیدرولولوژیکی رودخانه یانگ تسه سفلی گردید و جمعیت زمستان گذران دریاچه پویانگ را شدیداً تحت تأثیر قرار داد هم از دیگر عوامل محیطی تهدید جدی این‌گونه بوده‌است. افزایش سطح تخریب‌های انسانی به ویژه در پویانگ هو چین و مسموم شدن پرندگان آبزی در محل ذخیره آب هوان ژیدونگ، منطقه شن یانگ به نظر بر روی این‌گونه نیز تأثیر گذاشته‌است.
شکار در مسیر گذر از پاکستان و افغانستان، و حتی جنگ اخیر در افغانستان و همچنین استفاده وسیع از آفت‌کش‌ها و آلودگی در هند نیز از عوامل انقراض جمعیت مرکزی بوده‌است.

## فعالیت‌های حفاظتی
این‌گونه در تمامی کشورهای منطقه قانوناً در لیست گونه‌های تحت حمایت (CITES) است؛ و تمامی کشورها یادداشت تفاهمی مبنی بر کمک به حفاظت سایتهای تالابی امضا کرده‌اند.
تلاش برای مدیریت سطح آب در زمان مهاجرت این پرندگان به ویژه در چین صورت گرفته‌است. مناطق حفاظت شده‌ای برای این پرنده در روسیه، چین و هند در نظر گرفته شده‌است.
شبکه درنای آسیایی شمال شرقی (North East Asian Crane Site) تأسیس شده‌است.
همچنین پروژه مشترک حفاظتی چهار کشور چین، قزاقستان، روسیه و ایران با نام Siberian Crane Wetland Project, که از سال ۲۰۰۳–۲۰۰۶ فاز اول عملیات حفاظتی را انجام داده و بین سال‌های ۲۰۰۶–۲۰۰۹ وارد فاز دوم برنامه حفاظتی شده‌است.
پرندگان رها شده از دست شکارچیان در بین جمعیت مرکزی رهاسازی شده‌اند.
در تاریخ ۶ بهمن ۱۴۰۱، یک فرد درنا از بلژیک وارد فرودگاه امام خمینی و سپس به فریدونکنار، زیستگاه تک‌درنای سیبری به نام امید شد.